# Austroperipatus paradoxus
Austroperipatus paradoxus är en klomaskart som först beskrevs av Eugène Louis Bouvier 1915.  Austroperipatus paradoxus ingår i släktet Austroperipatus och familjen Peripatopsidae. Inga underarter finns listade i Catalogue of Life.